# でんき予報
でんき予報（でんきよほう）は、日本の電力会社が提供している電力需要のデータシステム。電力事情に不安がある場合に提供されている。でんき予報では、日ごとの予想最大電力と供給量が表示され、需給状態の見通しが解説される。

## 東京電力 (2003 - 2009)
2002年に東京電力原発トラブル隠し事件が発覚したことから、東京電力は全原子力発電所を順次停止して点検を行うことになった。2003年6月23日に、夏場の電力需要ピーク時に電力不足が起こるおそれがあったため、節電を呼びかける目的で夏期限定の「でんき予報」が開始された。東京電力のウェブサイトで公開されたほか、関東地方、山梨県と富士川以東は東京電力管内となる静岡県の民放テレビ局・ラジオ局で平日の午前10時・11時台に放送された。
次の方々がでんき予報に出演した。芸名は出演当時のもの（出演は在京局放送分のみ。関東の独立局及び山梨県と富士川以東は東京電力管内となる静岡県で放送されたでんき予報は、各テレビ局の独自制作につき、出演なし）。
- 木下真理子（2004 - 2005年）
- 井上訓子、本多彩子（2004年）
- 田代沙織（2008年）

その後、順次原子力発電所の運転が再開され、安定した電気の供給が続いたが、2007年に発生した新潟県中越沖地震によって柏崎刈羽原子力発電所に大きな被害が発生、また、耐震体制への疑問もあり、市から使用禁止命令が発令、その後お盆休みが明け、オフィスや工場などの大口需給者の操業が始まったことから再び電力不足のおそれがあったため、注目を集めることとなる。
2009年9月11日に一旦終了した。

## 震災による提供 (2011 - )

### 経緯
2011年3月22日から、東北地方太平洋沖地震（東日本大震災）による主要発電所の停止に伴う輪番停電への対応として、ウェブサイト限定で『電力の使用状況グラフ』として再開した。東京電力では6月9日のプレスリリースで、7月1日より『でんき予報』の運用開始予定を発表した。
また東北電力でも、6月8日より同様の情報を『当社管内の電気の使用状況』として提供を開始した。さらに東北電力は、7月11日より『東北電力でんき予報』を提供を開始している。
さらに被災していない地域でも、原子力発電所の操業再開困難等の理由から、中部電力は、6月27日から9月30日まで、『中部電力でんき予報』を実施。関西電力は、6月29日から、『関西電力でんき予報』を実施。九州電力は、7月5日から『電気の使用状況』として実施。北陸電力は、7月14日から9月30日まで）、四国電力は8月1日から9月30日までの平日のみ、北海道電力は10月6日からそれぞれ『でんき予報』として実施している。
なお、電力自由化に伴う発送電分離により、2020年4月1日以降は各電力会社の送配電部門が『でんき予報』を提供している。

### 提供方法
北海道電力
10月6日から提供を始めた。11月15日から提供する情報を増やした。
| 十分 （供給余力 90万kW超） | 支障なし （供給余力 90万kW以下、30万kW超） | 厳しい （供給余力 30万kW以下） |
| 緑色3本                    | 黄色2本                                    | 橙色1本                        |

東北電力
翌日のピーク時供給力及び予想最大電力をウェブページに掲載。また、グラフ入りの詳細な情報もウェブページに掲載している。さらに7月1日より、管内の民放各局で11時台の放送で、4段階のコメントで提供される。
| 比較的 余裕 | 厳しい | 大変 厳しい | 不足する 可能性あり |
| 緑色        | 黄色   | 橙色        | 赤色                |

東京電力
7月1日より9月30日までの予定で、以下の方法で提供することを6月9日に明らかにした。翌日の予想は前日の18時を目安に発表。当日の予想は当日8時を目安に更新している。
| 予備率10%以上 （比較的余裕のある1日） | 予備率5%以上10%未満 （厳しくなることが予想） | 予備率3%以上5%未満 （大変厳しい見通しです） | 予備率3%以下 （電気が不足する可能性） |
| 緑色                                  | 黄色                                         | 橙色                                        | 赤色                                  |

北陸電力
7月14日より9月30日までの予定で提供している。翌日の予想は前日の18時を目安に発表。当日の予想は当日8時を目安に更新している。
| 使用率90%未満 | 使用率90%以上95%未満 | 使用率95%以上 |
| 青色          | 黄色                 | 赤色          |

中部電力
6月27日より9月30日まで実施、以下の方法で提供した。翌日の予想は前日の18時を目安に発表。当日の予想は当日8時を目安に更新している。実際のウェブページでは携帯電話の充電マークで表現している。
| 安定した 供給状況 | やや厳しい 供給状況 | 厳しい 供給状況 |
| 緑色3本           | 黄色2本             | 赤色1本         |

関西電力
6月29日より以下の方法で提供している。翌日の予想は前日の18時を目安に発表。当日の予想は当日8時を目安に更新している。実際のウェブページでは顔マークで表現される。7月7日からは、使用率が97%以上になると予想される場合には赤色の顔マークに強調線を入れることでより細かい情報提供ができるよう改善している。
| 使用率90%未満 （安定した供給状況） | 使用率90%以上95%未満 （やや厳しい供給状況） | 使用率95%以上97%未満 （厳しい供給状況） | 使用率97%以上 （非常に厳しい供給状況） |
| 緑色                               | 黄色                                        | 赤色                                    | 赤色（強調線つき）                     |

中国電力
2012年3月30日までを予定して、12月1日から、12月29日・30日、2012年1月3日を除く平日に限り提供している。予想最大電力、ピーク時供給力、実績グラフ、最大電力実績を掲載している。

四国電力
夏は8月1日から9月30日までの平日に限り「現在の電力使用量」・「本日のピーク時供給力」・「本日の予想最大電力」を提供していた。情報に関しては、電球のイラストを用いて3段階で表現していた。
冬は土曜日・日曜日・祝日・12月29日から1月3日までを除く、12月15日から2012年2月29日まで、提供している。

九州電力
九州電力は7月5日より「現在の電力使用量」・「本日のピーク時供給力」・「本日の予想最大電力」を提供している。情報に関しては、「本日の予想最大電力」を前日の18時頃に情報提供する。始めはイメージを掲載していなかった。11月29日からイメージを3段階から4段階にした。
2016年10月4日より、昼間帯と点灯帯（夜間）の供給力を分けて表示し、昼間帯は太陽光発電を含めた供給力を表示するよう変更した。これは2016年10月1日の13~14時の時間帯に電力使用率が一時100%を超えたことを受けたものである。当日は18~19時の供給力をピーク供給力としていたが、気温が予想以上に高く、13時~14時に電力需要がピーク時供給力を上回った。実際の電力供給においては太陽光発電によって十分な供給余力があり、停電は発生しなかった。このように、昼間帯と点灯帯ではピーク時供給力に差があるため、分けて表示されることとなった。